# Шапел сир Удон
Шапел сир Удон (фр. Chapelle-sur-Oudon) насеље је и општина у западној Француској у региону Лоара, у департману Мен и Лоара која припада префектури Сегре.
По подацима из 2011. године у општини је живело 575 становника, а густина насељености је износила 45,56 становника/km². Општина се простире на површини од 12,73 km². Налази се на средњој надморској висини од 52 метара (максималној 68 m, а минималној 19 m).

## Демографија
| 1962. | 1968. | 1975. | 1982. | 1990. | 1999. | 2011. |
| ----- | ----- | ----- | ----- | ----- | ----- | ----- |
| 490   | 503   | 529   | 532   | 529   | 483   | 575   |

График промене броја становника у току последњих година